# Engelbert I. (Nassau)

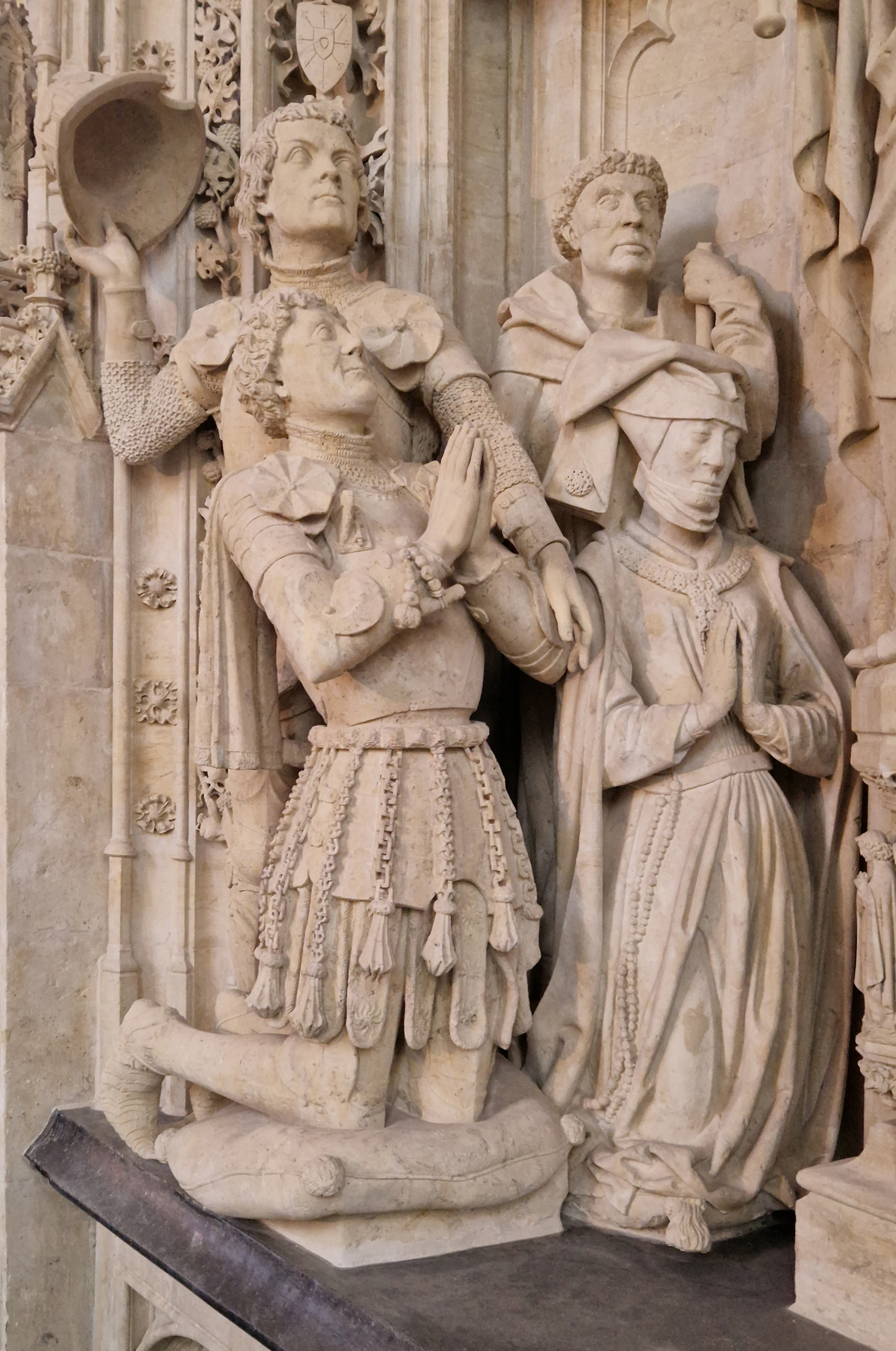
Engelbert (kniend) im Grafmonument in der Grote Kerk in Breda

Engelbert I. (* 1370 in Dillenburg; † 3. Mai 1442 in Breda) war in den Jahren 1420 bis 1442 Graf von Nassau-Dillenburg.

## Leben
Engelbert war ein Sohn von Johann I., Graf von Nassau-Dillenburg aus dem Haus Nassau, und Margarethe von Mark-Kleve. Er studierte in Köln, um als jüngerer Sohn des Grafen Priester zu werden. Er war 1399 bis 1403 Dompropst in Münster, wandte sich dann jedoch von der Priesterlaufbahn ab.
Er heiratete 1403 in Breda die wohlhabende Johanna von Polanen (1392–1445), Herrin von Breda, Erbtochter des Johann III. von Polanen († 1394). Die Vermählung brachte ihm zahlreiche Güter am Niederrhein ein, Breda, de Lek, Oosterhout und Niervaart wurden so nassauisch.
Von 1406 bis 1407 war er als Marschall von Westfalen Stellvertreter des Kölner Erzbischofs in dessen Herzogtum Westfalen.
Als 1417 seine Tante 2. Grades Elisabeth von Sponheim-Kreuznach starb, erbte er aus dem Recht seiner Großmutter väterlicherseits, Adelheid von Vianden († 1376), die Grafschaft Vianden.
Beim Tod seines Vaters 1416 beerbte diesen zunächst Engelberts älterer Bruder Adolf. Erst als Adolf 1420 ohne männliche Nachkommen starb, trat Engelbert die Nachfolge in der Grafschaft Nassau-Dillenburg an.
Engelbert lebte vornehmlich in den Niederlanden und war ein Berater des Herzogs Anton von Brabant. Für diesen reiste er 1409 nach Prag, um die Eheverhandlungen mit Elisabeth von Luxemburg zu führen. Er sicherte ebenso die Nachfolge des minderjährigen Johann, nachdem Anton in der Schlacht von Azincourt 1415 gefallen war.
1426 gründete Engelbert die Universität Löwen.
Sein Grab befindet sich in der Onze-Lieve-Vrouwekerk in Breda.

## Nachkommen
Aus der Ehe sind folgende Kinder hervorgegangen:
- Johann IV. (* 1410; † 1475), 1442 Graf von Nassau-Dillenburg
- Heinrich II. (1414–1451), 1442–1451 Mitregent von Nassau-Dillenburg
- Margarethe (* 1415; † vor 27. Mai 1467), ⚭ 1435 Graf Dietrich von Sayn (* 7. August 1416; † 1452)
- Wilhelm (* Dezember 1416)
- Maria (* 2. Februar 1418; † 2. Oktober 1472), ⚭ 17. Juni 1437 Graf Johann von Nassau-Wiesbaden-Idstein
- Philipp (* 13. Oktober 1420)

Engelbert I. hatte außer den genannten Kindern auch einen unehelichen Sohn namens Johann. Er wurde, als er erwachsen war, mit dem Amt des Rentmeisters in der Grafschaft Vianden betraut. Durch seine Ehe mit Johanna von Raven (Jeanette de Rauw) wurde er der Stammvater einer neuen „Bastardlinie“, die 1773 ausstarb.

### Sekundärliteratur
- Kamill Behr: Genealogie der in Europa regierenden Fürstenhäuser nebst der Reihenfolge sämmtlicher Päpste. Tauchnitz, Leipzig 1854, Digitalisat.
- Jules Vannérus: Le Premier Livre de Fiefs du Comté de Vianden. In: Publications de la Section Historique de l'Institut Grandducal de Luxembourg. 59, 1919, ISSN 1018-306X, S. 219–338 (Sonderabdruck: Huss, Luxembourg 1919).
- Ulrich Schuppener: Die Grafschaft Vianden und ihre Zugehörigkeit zu Nassau. In: Nassauische Annalen. 107, 1996, S. 7–46.
- Josef Hilgers: Die Freiherren von Nassau zu Detzem. In: Nassauische Annalen. 113, 2002, S. 297–315.
- Josef Hilgers: Ad decimum lapidem. Detzem. Die Geschichte eines Moseldorfes. (= Schriftenreihe Ortschroniken des Trierer Landes, Bd. 34),  Arbeitsgemeinschaft für Landesgeschichte und Volkskunde des Trierer Raumes, Trier 2001, ZDB-ID 629731-6.